# سنجار
سنجار (بالكردية: شنگال، Şingal) هي مدينة عراقية ومركز قضاء تقع في غرب محافظة نينوى شمال العراق يحدها من الشمال ناحية ربيعة ومن الشرق قضاء تلعفر وغربها الحدود السورية ومن الجنوب قضاء بعاج على جبل سنجار وتبعد عن مدينة الموصل 80 كم، يسكنها أغلبية من الايزيديين وأقلية من العرب، يبلغ عدد سكانها أكثر من 84 ألف نسمة بحسب إحصاء عام 2014.

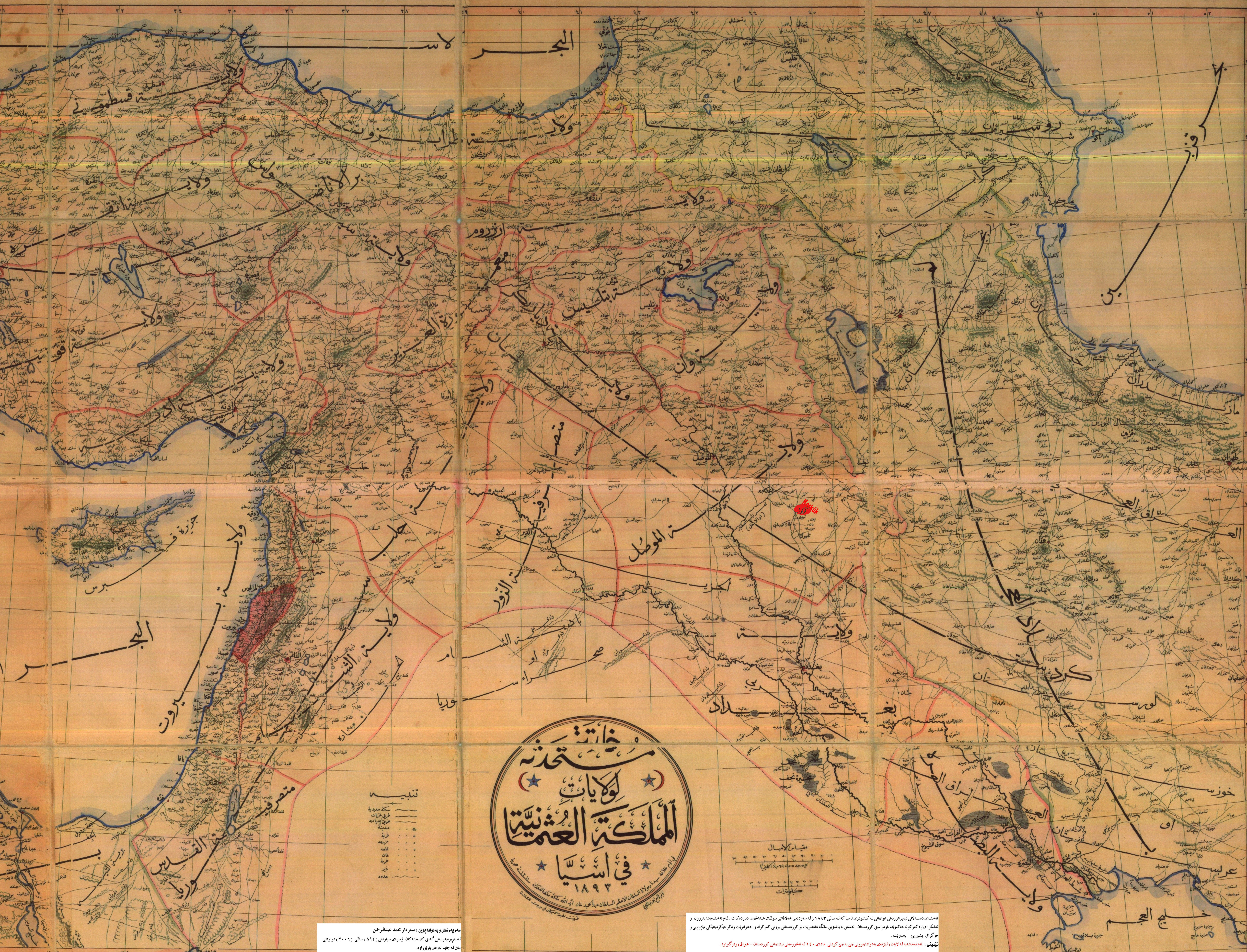
خريطة من عهد عبد الحميد الثاني، تُظهر أراضي الدولة العثمانية في الشرق الأوسط، في منتصف منطقة «ولاية الموصل» تظهر سنجار.

## أصل التسمية
هناك من يربط اسم مدينة سنجار بقصة الطوفان حيث أن سفينة نوح لمّا مرّت بالجبل نطحت به فقال: "هذا سن جبل جار علينا" فسميت (سن- جار- (سنجار). ويقال: أنّ السلطان سنجرين ملك شاه بن ألب أرسل ولده ليكون ملكاً عليها بعد سلطان خراسان ويعود تاريخ سنجار إلى الألف الثالث ق.م. وزنج تعني أسود أو المصدي نسبة إلى قمة الجبل وهذا تفسير آخر لمعنى الاسم. وقد سميت البلدة نسبة لجبل سنجار القريب الذي سمي بذلك نسبة لبطن سنجارة من قبيلة شمر الطائية.

## التاريخ
مر على منطقة سنجار مجتمعات وثقافات قديمة، وتشهد آثار إمبراطوريات كالفارسية واليونانية والرومانية على ذلك المرور، ووصلها الفتح الإسلامي مع أبي موسى الأشعري في سنة عشرين من الهجرة على يد القائد عياض بن غنم في عهد الخليفة عمر بن الخطاب، وكانت سنجار آنذاك بيد الفرس، وتعرضت في فترات متباينة لحملات عسكرية، ومنها ما عرف بموقعة سنجار عام 1057م، حيث قتل عدد كبير من أهلها بعد حصار وتجويع السلاجقة لها، الذي استمر شهورا في عهد العقيليين.

## سكان سنجار
سنجار هي بلدة صغيرة تقع غربي الموصل في الصحراء العراقية قرب الحدود السورية كان يسكنها السريان المسيحيون والايزيديين والمسلمين منذ القدم يحيط بها القبائل العربية، على جبل سنجار يوجد قرى صغيرة معظم سكانها من الايزيديين، سبب التسمية سنجار لتعود لأحد فروع قبيلة شمر (سنجار) التي قطنت في هذه المنطقة وحولها.

## تنظيم الدولة وسنجار
عقب هجوم تنظيم الدولة الاسلامية المعروف بداعش على مدينة موصل في العاشر من حزيران 2014م، بدأ مسلحو تنظيم الدولة الإسلامية في 3 آب 2014 الهجوم على مدينة سنجار حيث هجم داعش لتوسيع نفوذه، وبعد دخوله المدينة بدأ التنظيم بارتكاب المجازر ضد سكان المدينة والايزيديين ونهب وسرق مسلحو تنظيم الدولة الإسلامية المدينة، وأختطفوا النساء وأخذوهم سبايا لتوزيعهم على مقاتلي التنظيم، واعتبر هذا الفعل من قبل وسائل الإعلام ابشع الصور في التاريخ العراقي، وقتل مسلحو تنظيم الدولة الإسلامية حوالي 2,000 من الرجال الأيزيديين وأخذوا النساء الأيزيديات كسبايا، مما أدى إلى نزوح جماعي للسكان الأيزيديين. وفقاً لتقرير الأمم المتحدة، قتل 5,000 مدني إيزيدي خلال هجوم داعش في أغسطس. وأدانت الأمم المتحدة الجرائم المرتكبة واعتبرت الانتهاكات التي ترتكبها جماعة داعش في العراق تصل إلى درجة جرائم الحرب وجرائم ضد الإنسانية وتتضمن الإبادة الجماعية. ونزح السكان إلى جبل سنجار خوفاً من المجازر والتعذيب والقتل وبعد هجوم التحالف الدولي وشنه لضربات جوية، وتقدم قوات البيشمركة الكردية مما أدى إلى فتح الحصار عن جبل سنجار وتحرير العوائل المنكوبة قبل قدوم عام 2015.
سيطرت قوات البيشمركة ووحدات حماية الشعب الكوردية (ypg) وبإسناد من القوات الأمريكية على قضاء سنجار التي كانت بأيدي مسلحي تنظيم الدولة الإسلامية وحررتها في يوم الجمعة 13 تشرين الثاني 2015م، وشارك في الهجوم الأخير نحو 7500 من مقاتلي البشمركة الكردية وكانوا مدعومين بقوات ميلشيا من طائفة الأيزيديين، كما شارك مقاتلوا حزب العمال الكردستاني التركي (بي كي كي) في الهجوم أيضاً.
في عام 2017م استعادت الحكومة العراقية السيطرة على المدينة بعد انسحاب قوات البيشمركة الكردية منها خلال عملية فرض القانون التي أعلنتها الحكومة.
في عام 2021 م دعت الحكومة العراقية قوات الحماية اليزيدية المحلية (التي قاتلت داعش) في سنجار إلى الانسحاب، الأمر الذي رفضته إدارة اليزيديين. وأدى ذلك إلى دعوات دولية للجيش العراقي للتهدئة والانسحاب من المنطقة.
وعموما فقد أدى تحرير سنجار إلى خلق وضع دقيق من التنافس بين العديد من الفصائل للسيطرة على المنطقة، وهذا يشمل YPG (التابعة لحزب العمال الكردستاني) والميليشيات المحلية من جهة، وقوات البيشمركة التابعة لحزب الديمقراطي الكردستاني من جهة أخرى.

## معرض الصور

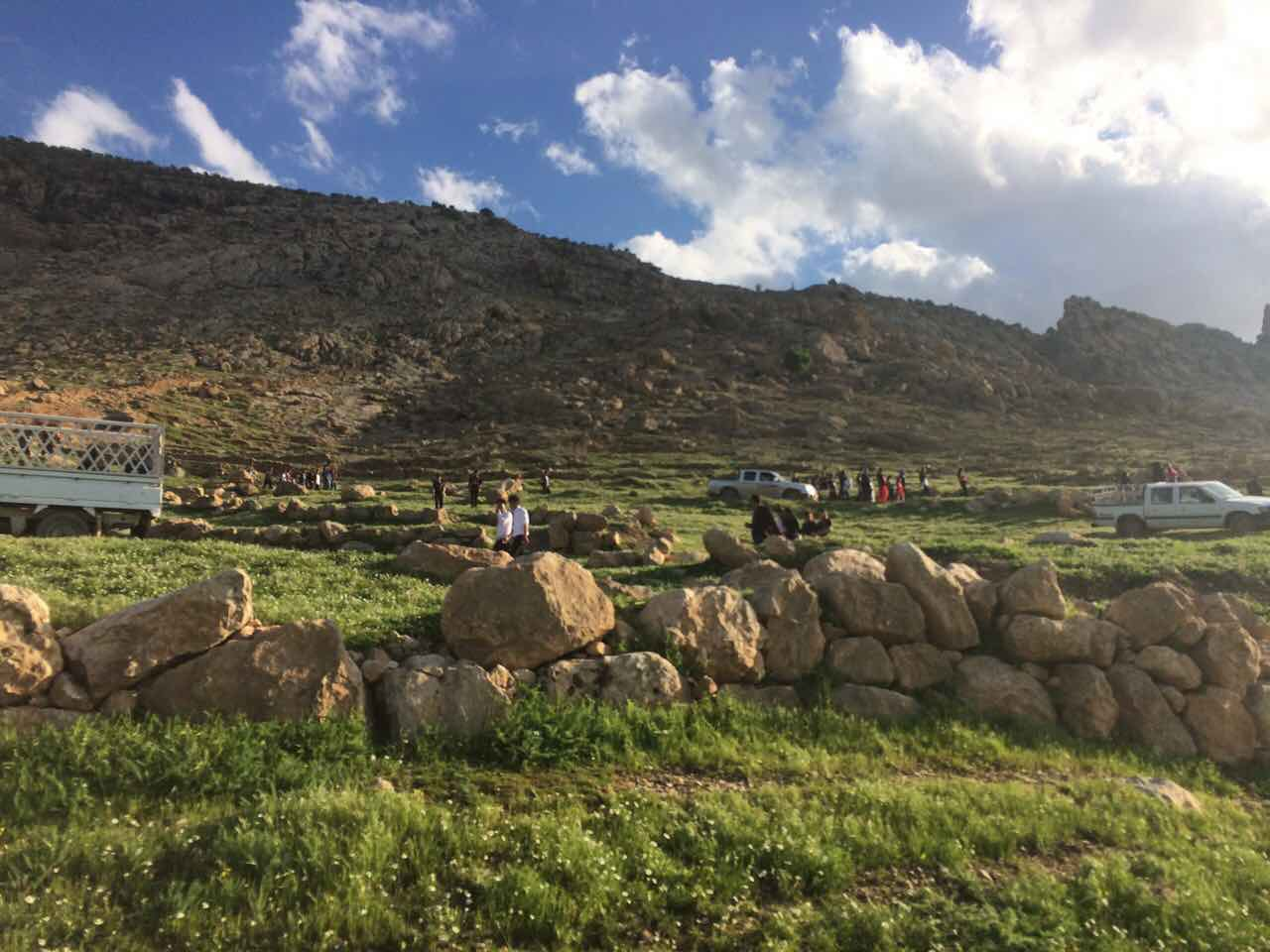
جبل سنجار
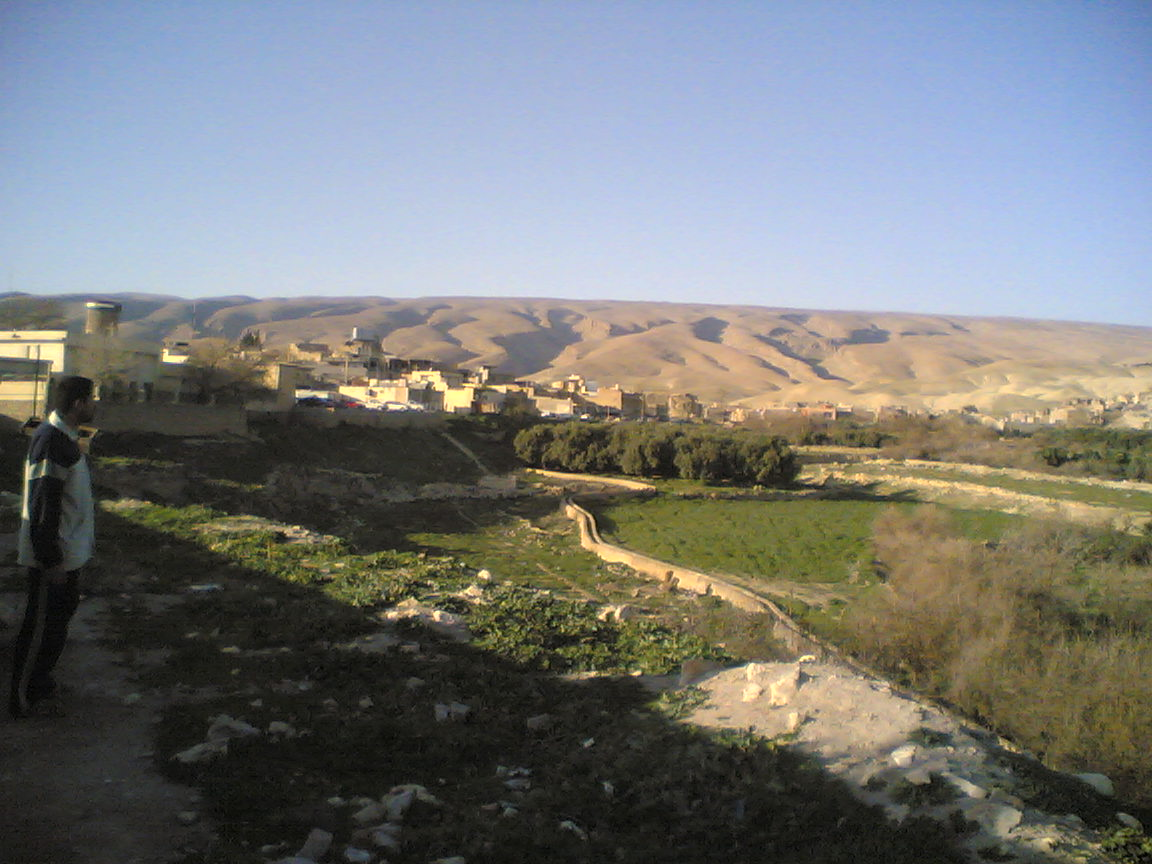
جبل سنجار في الربيع
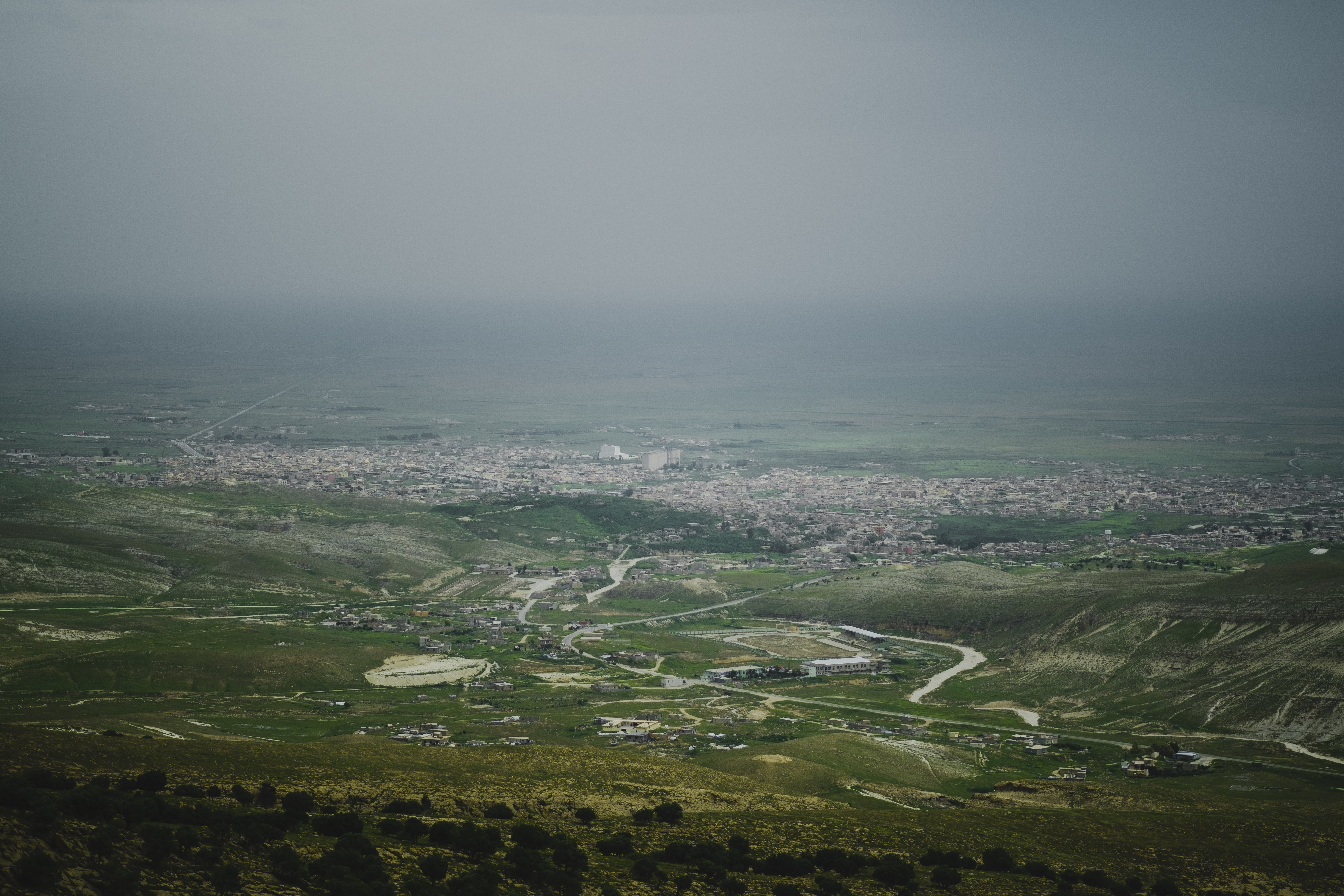
منظر لمدينة سنجار من أعلى جبل سنجار
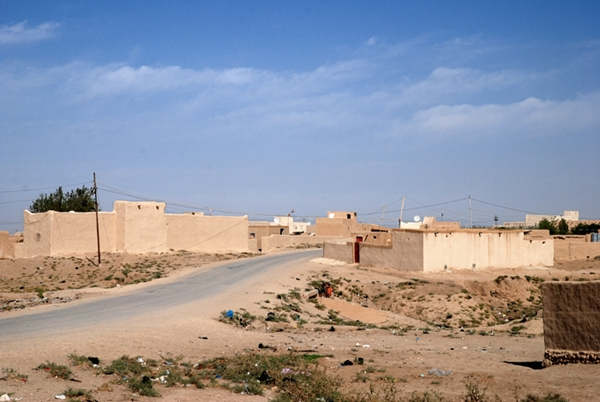
أحد المجمعات السكنية المحيطة بقضاء سنجار
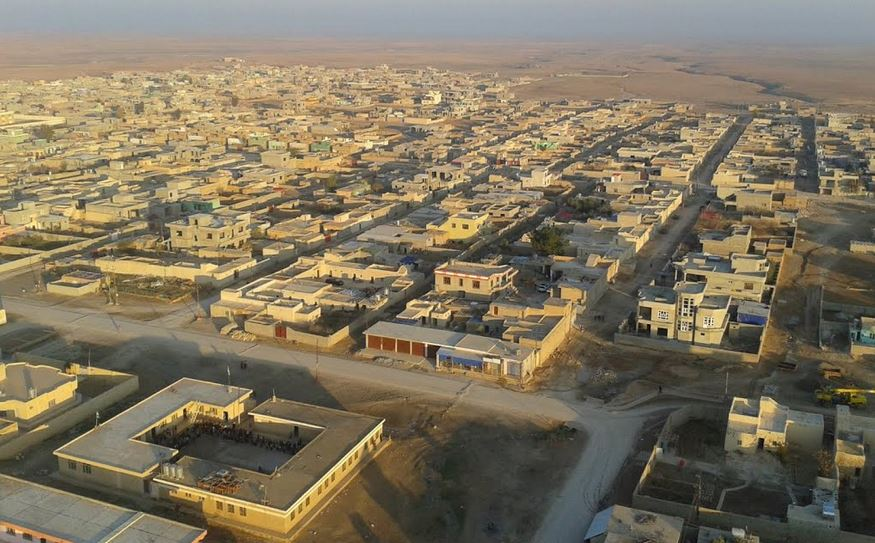
مجمع بورك أحد مجمعات سنجار وكانت تسمى (اليرموك سابقا)
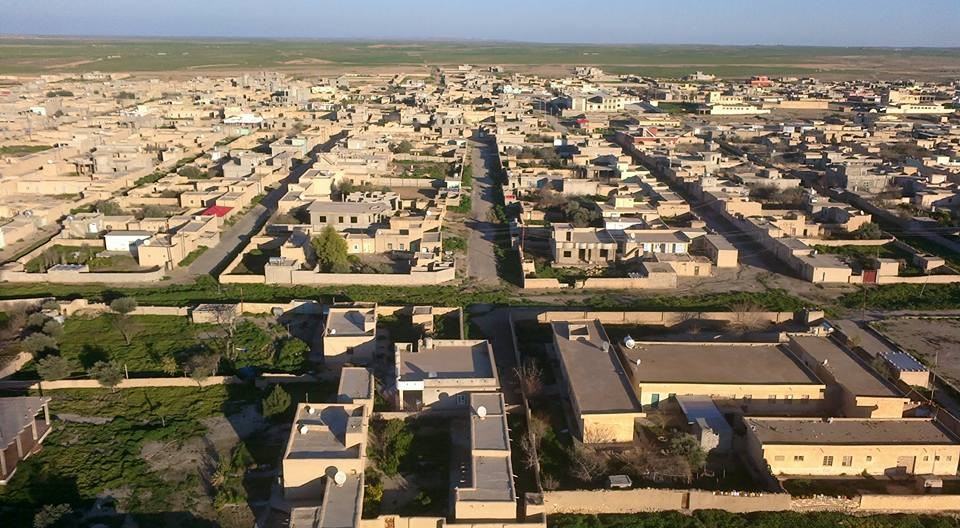
مجمع كوهبل السكني (الاندلس سابقا)